# Jegathesan Manikavasagam
Jegathesan Manikavasagam (* 2. November 1943 in Kuala Kangsar) ist ein ehemaliger malaysianischer Sprinter.
Bei den Olympischen Spielen 1960 in Rom schied er über 400 m im Vorlauf aus.
1962 gewann er bei den Asienspielen in Jakarta Gold über 200 m und Silber über 100 m.
Bei den Olympischen Spielen 1964 in Tokio erreichte er über 100 m das Viertelfinale und über 200 m das Halbfinale. In der 4-mal-100-Meter-Staffel schied er in der ersten Runde aus.
1966 wurde er bei den British Empire and Commonwealth Games in Kingston Achter über 220 Yards und scheiterte über 440 Yards im Vorlauf. Bei den Asienspielen in Bangkok gelang ihm ein Dreifachsieg über 100 m, 200 m und in der 4-mal-100-Meter-Staffel.
Bei den Olympischen Spielen 1968 gelangte er über 100 m ins Viertelfinale und über 200 m sowie in der 4-mal-100-Meter-Staffel ins Halbfinale.
Sein Bruder Harichandra war ebenfalls Leichtathlet.

## Persönliche Bestzeiten
- 100 m: 10,49 s, 1966
- 200 m: 20,92 s, 15. Oktober 1968, Mexiko-Stadt
- 400 m: 46,3 s, 17. Juli 1966, Singapur